# Dynodorcus curvidens hopei
Dynodorcus curvidens hopei es una subespecie de coleóptero de la familia Lucanidae.

## Distribución geográfica
Habita en China.